# 42nd Street (Musical)
42nd Street ist ein Musical in zwei Akten, das auf dem gleichnamigen Filmmusical 42nd Street der Warner Brothers basiert, das wiederum auf dem gleichnamigen Roman von Bradford Ropes aus dem Jahre 1932 beruht. Die Musik stammt von Harry Warren, wobei auch von ihm stammende Titel aus anderen Filmen ergänzt wurden. Die Liedtexte sind von Al Dubin (zusätzliche Liedtexte von Johnny Mercer und Mort Dixon), das Buch verfassten Michael Stewart und Mark Bramble.
Die Uraufführung fand am 25. August 1980 im Winter Garden Theater am Broadway statt und brachte es en suite (inkl. Umzug 1981 ins Majestic Theatre und dann 1987 ins St. James Theater) auf insgesamt 3486 Vorstellungen. Die Premiere in London war am 8. August 1984 im Drury Lane Theatre und erlangte 1823 Vorstellungen. Die deutschsprachige Erstaufführung brachte die Stage Holding AG am 21. November 2003 im Apollo Theater in Stuttgart heraus. Die deutschen Songtexte stammen von Wolfgang Adenberg, die deutschen Dialoge von Ruth Deny.

## Handlung
1. Akt
New York City, Anfang 30er Jahre. Julian Marsh, Broadwayregisseur, der gerade an der Börse viel Geld verloren hat, setzt auf sein großes Comeback mit der neuen Musical-Produktion: Pretty Lady. Geldgeber der Show ist Abner Dillon, der weniger Interesse an der Show hat, aber dafür umso mehr an der Hauptdarstellerin Dorothy Brock, die eigentlich schon viel zu alt für die Rolle ist.
Die gerade mal 18-jährige Peggy Sawyer kommt zu spät zum Casting. Zwar bekommt sie noch die Chance, ihr Talent zu beweisen, doch leider sind alle Rollen bereits vergeben. Enttäuscht verlässt Peggy das Theater und rennt dabei Julian Marsh fast über den Haufen. Billy Lawlor, der männliche Hauptdarsteller von Pretty Lady, und einige Ensemblemitglieder, überzeugen Julian davon, dass er sie unter Vertrag nimmt.
Während der Proben hat Julian fortlaufend Probleme mit Dorothy und ihrem Verehrer Abner Dillon, der vor Eifersucht am liebsten jede Liebesszene streichen lassen möchte. Außerdem ist ständig Dorothys Liebhaber, Pat Denning, in der Nähe, der sich jedoch mehr für Peggy interessiert als für Dorothy. Um Ärger zu vermeiden, bestellt Julian einen Schlägertrupp, um Pat verschwinden zu lassen.
Dorothy ist sauer über das plötzliche Untertauchen von Pat, betrinkt sich auf einer Party anlässlich der Voraufführungen in Philadelphia und beleidigt Abner Dillon schwer. Dieser will daraufhin sein Geld aus der Show ziehen. Nur mit Mühe gelingt es, ihn umzustimmen. In der Hektik der Vorpremiere verursacht Peggy auf der Bühne einen Zusammenstoß mit Dorothy, die sich dabei den Knöchel bricht. Die Vorstellung wird abgebrochen und Peggy gefeuert.
2. Akt
Nachdem sich Dorothy verletzt hat und Peggy dafür verantwortlich gemacht und entlassen wurde, beschließt Peggy, nach Hause zurückzufahren. Da Dorothy für Wochen ausfallen wird, plant Julian die Absage der Show. Doch da das restliche Ensemble sich Sorgen um seine Arbeitslosigkeit macht, können sie Julian überreden, Peggy zurückzuholen und die Hauptrolle zu übernehmen. Julian kann sie in letzter Minute am Bahnhof kurz vor der Abreise abfangen und überzeugt sie davon, dass sie die einzige ist, die Dorothy Brock ersetzen kann. Schließlich stimmt Peggy zu.
Zurück am Broadway proben Julian und Peggy unermüdlich bis zur Erschöpfung, da nur noch zwei Tage zur Premiere bleiben. Julian ist sich sicher, dass Peggy es schaffen kann und macht ihr unaufhörlich Mut. Vor der Premiere besucht die verletzte Dorothy, die mittlerweile Peggys Talent erkannt hat, Peggy in der Garderobe, um sich mit ihr zu versöhnen und ihr viel Glück zu wünschen. Sie gibt ihr sogar noch Tipps für die Premiere.
Vor Beginn der Premiere spricht Julian, der sich in Peggy verliebt hat, ihr noch Mut zu und prophezeit, dass sie nach der Premiere ein Star sein wird. Die Vorstellung von Pretty Lady beginnt und wird ein riesiger Erfolg. Aus der unbekannten Peggy wird über Nacht ein Star. Nach der umjubelten Premiere trifft sie Julian auf der Bühne und sagt ihm, dass sie statt zur offiziellen Premierenparty lieber zur Party des Ensembles geht. Da auch sie sehr viel für Julian empfindet, bittet sie ihn, auch dorthin zu kommen. Er willigt ein, später zu kommen und bleibt alleine im Theater zurück. Er denkt an die Premiere und an die wundervolle Theater-Welt des New Yorker Broadway. Schließlich verlässt er glücklich das Theater.

## Musik
Sprech- und Musikanteil in 42nd Street halten sich die Waage. Die Musik transportiert die Handlung kaum weiter. Vielmehr werden hier Theaterszenen durch große musikalische Nummern beendet, die damit in die nächste Szene überführen. Die Machart erinnert an Revue-Operetten der 1920er/1930er Jahre.

### Orchesterbesetzung
Die auffällige Instrumentierung von Philip J. Lang, der bereits an My Fair Lady und Camelot – Am Hofe König Arthurs mitgewirkt hatte, orientiert sich nicht am gefälligen Sound der Hollywoodfilme der 1930er Jahre. Obwohl die Handlung 1933 spielt, setzt Lang auf die Big-Band-Klänge der 1940er und verzichtet vollständig auf den Einsatz von Streichern.
Die überarbeitete Orchestration enthält folgende Musikinstrumente:
Holzbläser (7), Hr (3), Trp (4), Pos (2), Basspos, Schl, Hf, Klavier, Git/Banjo, Kb

### Songs
1. Akt
- Overture
- Audition
- Young And Healthy (aus dem Original 42nd Street – Film)
- Shadow Waltz (aus dem Film Gold Diggers of 1933)
- Go Into Your Dance (aus dem gleichnamigen Film von 1935, nicht von Busby Berkeley, aber ein Warner-Brothers-Film mit Songs der Autoren)
- You're Getting To Be A Habit With Me (aus dem Original 42nd Street – Film)
- Getting Out Of Town (ist vermutlich nie in einem Film vorgekommen)
- Dames (aus dem gleichnamigen Film von 1934)
- Keep Young And Beautiful (aus dem Film Roman Scandals von 1933)
- Dames – Reprise
- I Only Have Eyes For You (aus dem Film Dames von 1934)
- We're In The Money (aus dem Film Gold Diggers of 1933)
- Act One Finale

2. Akt
- Entr'Acte
- There's a Sunny Side To Every Situation (aus dem Film Hard to Get von 1938, auch nicht von Busby Berkeley, aber ein Warner-Brothers-Film mit Songs der Autoren)
- Lullaby of Broadway (aus dem Film Gold Diggers of 1935)
- About a Quarter to Nine (aus dem Film Go Into Your Dance)
- Shuffle Off To Buffalo (aus dem Original 42nd Street - Film)
- 42nd Street (aus dem Original 42nd Street - Film)
- 42nd Street - Reprise
- Finale Ultimo

It Must Be June und Pretty Lady aus dem Originalfilm finden in der Musicalfassung keine Verwendung.

## Produktion
Die Broadway-Produktion bedeutete für David Merrick ein großes finanzielles Risiko. Nach Hits wie Hello, Dolly!, Gypsy oder Promises, Promises war er für längere Zeit vom Broadway verschwunden, konnte aber den großen Regisseur und Choreographen Gower Champion für sich gewinnen und mit 42nd Street den Broadway wieder zurückerobern.
Mit der Produktion gingen allerdings fortweg Probleme einher: Die Songs aus dem Original-Film 42nd Street reichten nicht aus. Somit wurden weitere Lieder aus den Warner-Brothers-Filmen von Harry Warren eingefügt. Neue Gesangtexte mussten geschrieben werden. Das Buch wurde leicht verändert, in dem Peggy Sawyers Schwärmerei für den jungen Billy Lawler auf Julian Marsh umgeleitet wurden. Zu allem Unglück verschlechterte sich Gower Champions Gesundheitszustand während der Proben zunehmend.
Mehrere Voraufführungen mussten abgesagt werden, doch David Merrick bezeichnete das als einen riesen Publicity-Trick. Bei der großen Premiere am 25. August 1980 im Winter Garden jedoch tobte das Publikum: Standing Ovations. David Merrick teilte nach Ende des großen Applauses mit, dass Gower Champion an diesem Nachmittag gestorben war.
42nd Street eroberte das Publikum über Nacht. Es folgten mehrere US-Touren, Vorstellungen in Japan, Kanada, Australien und schließlich eine große Europa-Tournee mit dem Original-Broadway-Ensemble mit Elizabeth Allen (Dorothy Brock) und Michael Dantuono (Julian Marsh) in den Hauptrollen.

### Stab
- Musik: Harry Warren
- Liedtexte: Al Dubin
- Zusätzliche Liedtexte: Johnny Mercer und Mort Dixon
- Buch: Michael Stewart und Mark Bramble (nach dem Originalfilm 42nd Street)
- Bühnenbild: Robin Wagner
- Kostüme: Theoni V. Aldredge
- Musikalische Leitung: John Lesko
- Orchestration: Philip J. Lang
- Produktion: David Merrick
- Choreografie und Regie: Gower Champion

## Aufführungen (Auswahl)

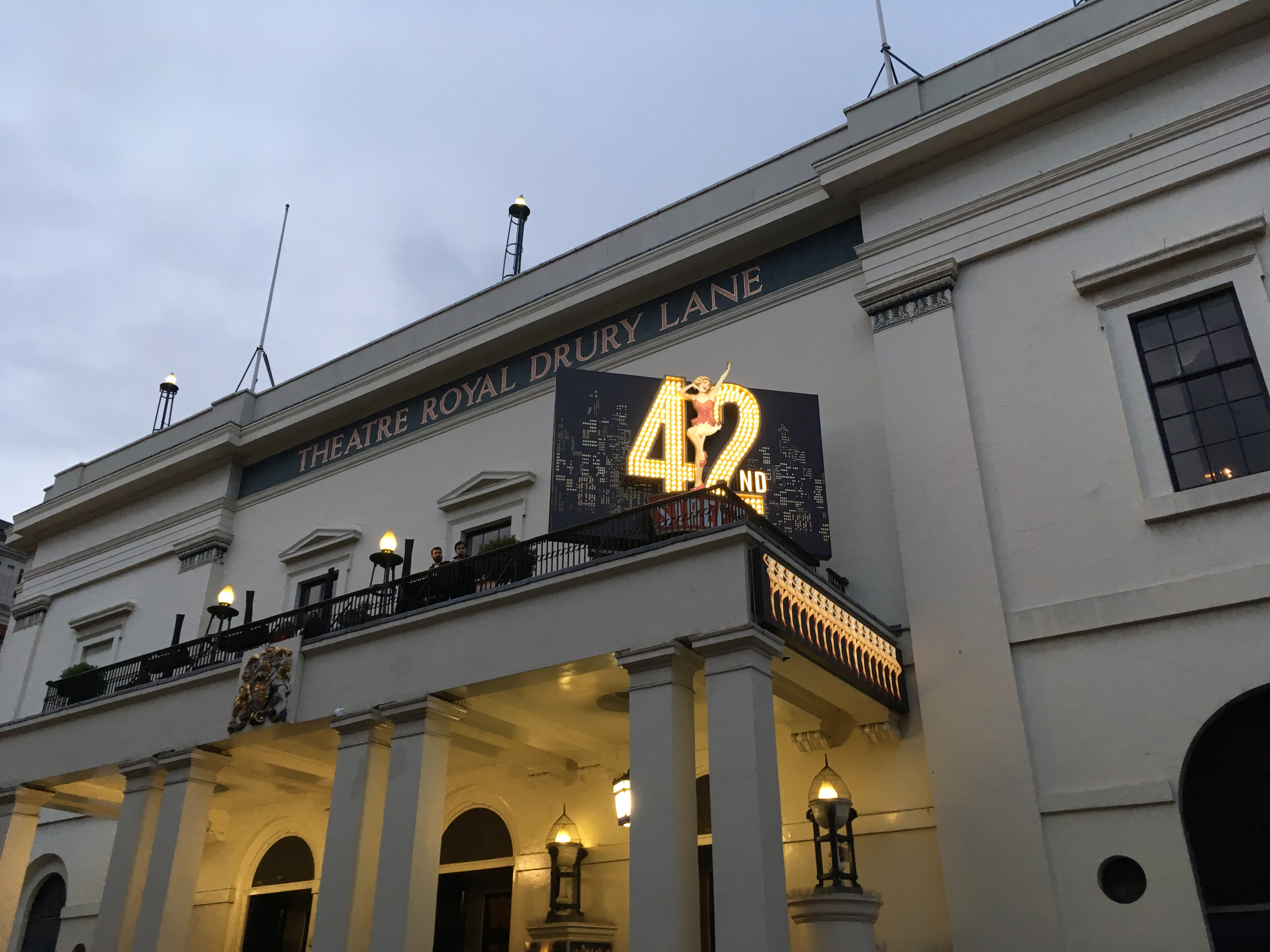
42nd Street im Theatre Royal Drury Lane in London (September 2017).

- 25. August 1980 – 8. Januar 1989: 3.486 Vorstellungen am New Yorker Broadway (zunächst Winter Garden Theatre, dann Majestic Theatre und schließlich St. James Theatre).

25. August 1980 – 29. März 1981: Winter Garden Theatre
30. März 1981 – 5. April 1987: Majestic Theatre
7. April 1987 – 8. Januar 1989: St. James Theatre
- 8. August 1984 – 7. Januar 1989: Theatre Royal, Drury Lane, London (1823 Vorstellungen).
- 2. Mai 2001 (31 Previews ab 4. April 2001) – 2. Januar 2005: Ford Center for the Performing Arts (heute: Lyric Theatre), New York City (1.524 Vorstellungen).
- 21. November 2003 – 31. Dezember 2004: Apollo Theater, Stuttgart.
- 4. April 2017 (Previews ab 20. März 2017) – 5. Januar 2019: Theatre Royal, Drury Lane, London.

### Darsteller

#### Hauptdarsteller der Uraufführung
(in Reihenfolge der Auftritte, Broadway 1980)
- Danny Carroll (Andy Lee)
- Robert Colston (Oscar)
- Stan Page (Mac)
- Karan Prunczik (Annie)
- Carole Cook (Maggie Jones)
- Joseph Bova (Bert Barry)
- Lee Roy Reams (Billy Lawler)
- Wanda Richert (Peggy Sawyer)
- Ginny King (Lorraine)
- Jeri Kansas (Phyllis)
- Jerry Orbach (Julian Marsh)
- Tammy Grimes (Dorothy Brock)
- Don Crabtee (Abner Dillon)
- James Congdon (Pat Denning)
- Stan Page, Ron Schwinn (Thugs)
- Stan Page (Doctor)
- Ensemble:

Carole Banninger, Steve Belin, Gail Benedict, Robin Black, Joel Blum, Mary Cadorette, Ronny DeVito, Denise DiRenzo, Mark Dovey, Rob Draper, Brandt Edwars, Jon Engstrom, Sharon Ferrol, Cathy Greco, Dawn Herbert, Christine Jacobsen, Jen Kansas, Ginny King, Terri Ann Kundrat, Shan Martin, Beth McVey, Maureen Mellon, Sandra Menhart, Bill Nabel, Tony Parise, Don Percassi, Lorraine Person, Rick Pessagno, Jean Preece, Lars Rosager, Linda Sabatelli, Ron Schwinn, Maryellen Scilla, Yveline Semeria, Alison Sherve, Robin Stephens, David Storey und Karen Tarnburrelli

#### Stuttgart, Apollo Theater
- Peggy Sawyer: Karin Seyfried
- Billy Lawlor: Jens Janke
- Dorothy Brock: Isabel Dörfler
- Julian Marsh: Kevin Tarte
- Maggie Jones: Sabine Maria Reiß
- Bert Barry: Axel Weidemann
- Abner Dillon: Daniel Coninx
- Andy Lee: Wolf Wrobel
- Pat Denning: Andreas Lichtenberger
- Mac: Christoph Wettstein
- Oscar: Tobias Vogt
- Anytime Annie: Maryanne Kelly

#### West End Revival, London 2017
(in Reihenfolge der Nennung auf offizieller Cast-Liste)
- Dorothy Brock: Sheena Easton (Zweitbesetzung: CJ Johnson)
- Julian Marsh: Tom Lister
- Peggy Sawyer: Clare Halse
- Billy Lawlor: Stuart Neal
- Maggie Jones: Jasna Ivir
- Bert Barry: Christopher Howell
- Pat Denning: Norman Bowman
- Andy Lee: Graeme Henderson
- Abner Dillon: Mark McKerracher / Bruce Montague
- Mac / Doc / Thug: Sam Murphy
- Annie: Emma Caffrey
- Phyllis: Clare Rickard
- Lorraine: Ella Martine
- Oscar: Paul Knight
- Ensemble: Josh Andrews, Gabrielle Cocca, Kirsty Fuller, Kristen Gaetz, Kate Ivory Jordan, Martin McCarthy, Christina Shand, Charlotte Anne Steen, Zac Watts, Greg Bernstein, Philip Bertioli, Sara Bispham, Ronan Burns, Sophie Camble, Freddie Clements, Joel Cooper, Adam Denman, Lisa Dent, Jack Evans, Charlene Ford, Katie Fox, Courtney George, Luke George, Ryan Gover, Leah Harris, Victoria Hay, Rebecca Herszenhorn, Emma Johnson, Jessica Keable, Jasmine Kerr, Annie Kitchen, Gabrielle Lewis-Dodson, Dylan Mason, Sam Murphy, Eddie Myles, Millie O’Connell, Billie Kay, Katharine Pearson, Katy Riches, Zoe Rogers, Dawnita Smith, Daisy Steere, Karli Vale

## Auszeichnungen
42nd Street gewann Tony Awards in den folgenden Kategorien:
- Beste Choreographie (Gower Champion)
- Bestes Musical (David Merrick)

Außerdem wurde 42nd Street in den folgenden Kategorien für den Tony nominiert:
- Bester Nebendarsteller in einem Musical (Lee Roy Reams)
- Beste Nebendarstellerin in einem Musical (Wanda Richert)
- Bestes Musicallibretto (Michael Stewart und Mark Bramble)
- Beste Kostüme (Theoni V. Aldredge)
- Beste Musicalregie (Gower Champion)
- Bestes Lichtdesign (Tharon Musser)

Daneben hat das Musical noch einen Theatre World Award und mehrere Drama Desk Awards gewonnen.
Die Londoner Produktion von 1984 wurde als Bestes Musical mit dem Evening Standard Award und als Bestes Neues Musical mit dem Laurence Olivier Award ausgezeichnet.
Auch das Broadway-Revival von 2001 wurde zahlreich ausgezeichnet, u. a. mit dem Drama Desk Award für Outstanding Revival of a Musical und dem Tony Award für Best Revival of a Musical.

## Tonträger
- Original Cast Recording, Broadway, 1980
- Australian Cast Recording, 1989
- Dutch Cast Recording, 2000
- Revival CastRecording, Broadway, 2001